# 도이데정
도이데정(戸出町)은 도야마현 니시토나미군에 있던 정이다. 1966년 10월 1일에 다카오카시에 편입되었다. 현재의 다카오카시의 도이데 구역이다.

## 역사
육로로 대량의 물품을 운반하기 어려웠던 시대, 쇼가와 본류인 센보강의 수운은 도나미의 대동맥이었다. 또한, 중세 이후 호쿠리쿠도의 주도로서 번성했던 상사 가도는 다카오카 개항 이후에도 많은 사람들의 왕래가 있었다. 
- 1889년 4월 1일 - 정촌제 시행에 의해  도나미군 도이데정이 성립하였다.
- 1896년 4월 1일 - 군 개편에 의해 도나미군이 분할해 히가시토나미군이 성립에 의해 히가시토나미군에 속하게 되었다.
- 1951년 4월 1일 - 오제촌의 일부를 편입하였다.
- 1954년 1월 15일 - 도이데정, 다이고촌, 고레토촌, 기타한냐촌이 합병해 니시토나미군 도이데정이 성립하였다.
- 1966년 2월 10일 - 다카오카시에 편입되었다.

## 교통

### 철도
- 일본국유철도
  - 조하나선

### 도로
- 국도 제156호선

## 참고문헌
- 『戸出史料』1919年
- 戸出町史編纂委員会『戸出町史』戸出町史刊行委員会、1972年
- 「戸出400年のあゆみ」編纂委員会『戸出400年のあゆみ 高岡市合併40周年』「戸出400年のあゆみ」刊行委員会、2006年